# Коротков Володимир Васильович
Коротков Володимир Васильович (нар. 15 жовтня 1966, СРСР) — яхтсмен, який представляв свою Єдину команду на літніх Олімпійських іграх 1992 року в Барселоні, Іспанія, як член екіпажу в Солінгу. Зі стерновим Сергієм Пічугіним та членом екіпажу Сергієм Хайндравою вони посіли 9 місце. Володимир зі стерновим Сергієм Пічугіним та членом екіпажу Сергієм Хайндравою посів 7 місце під час літніх Олімпійських ігор 1996 року в Савані, США, у Солінгу. Цього разу для  Україна.